# Лоссер
Лоссер (нід. Losser, нід. вимова: [ˈlɔsər] ( прослухати)) — муніципалітет і місто на сході Нідерландів на кордоні з Німеччиною, у провінції Оверейсел.

## Історія
Перші згадки про Лоссер датуються десятим сторіччям. 21 вересня 1665 року населений пункт було практично знищено військами з Мюнстера, які підпалили забудову.
Найстаріша будівля Лоссера, що збереглася, вежа Мартіна була збудована близько 1500 року і була частиною церкви. 

## Населені пункти муніципалітету
Міста
- Лоссер

Села
- Бенінген
- Глане
- Де-Лютте
- Овердінкел

## Визначні мешканці
- Монік Нейхейс (нар. 1988 в Овердінкелі) — нідерландська плавчиня, учасниця Олімпійських Ігор 2012 року.

## Галерея

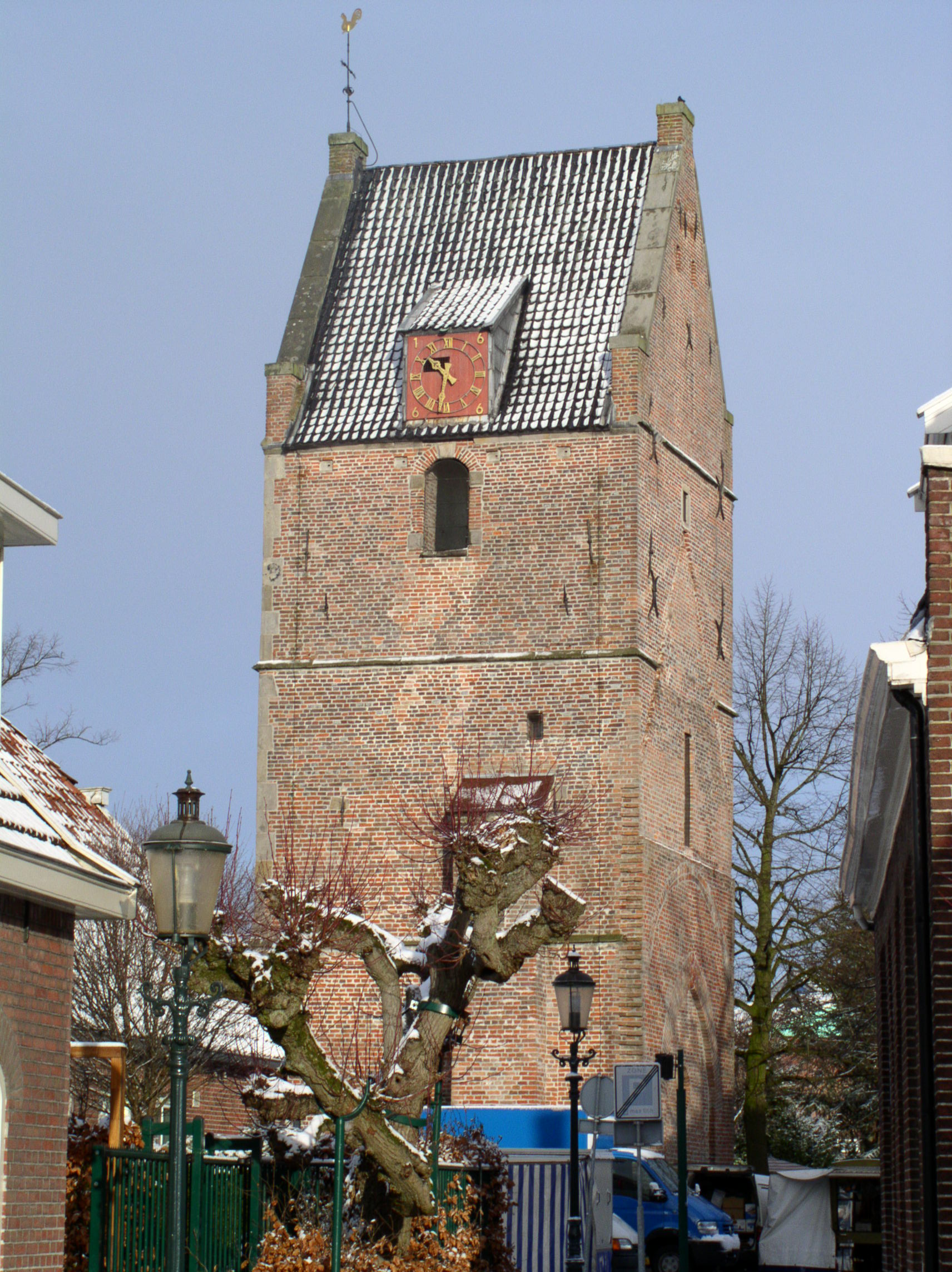
Вежа Мартіна
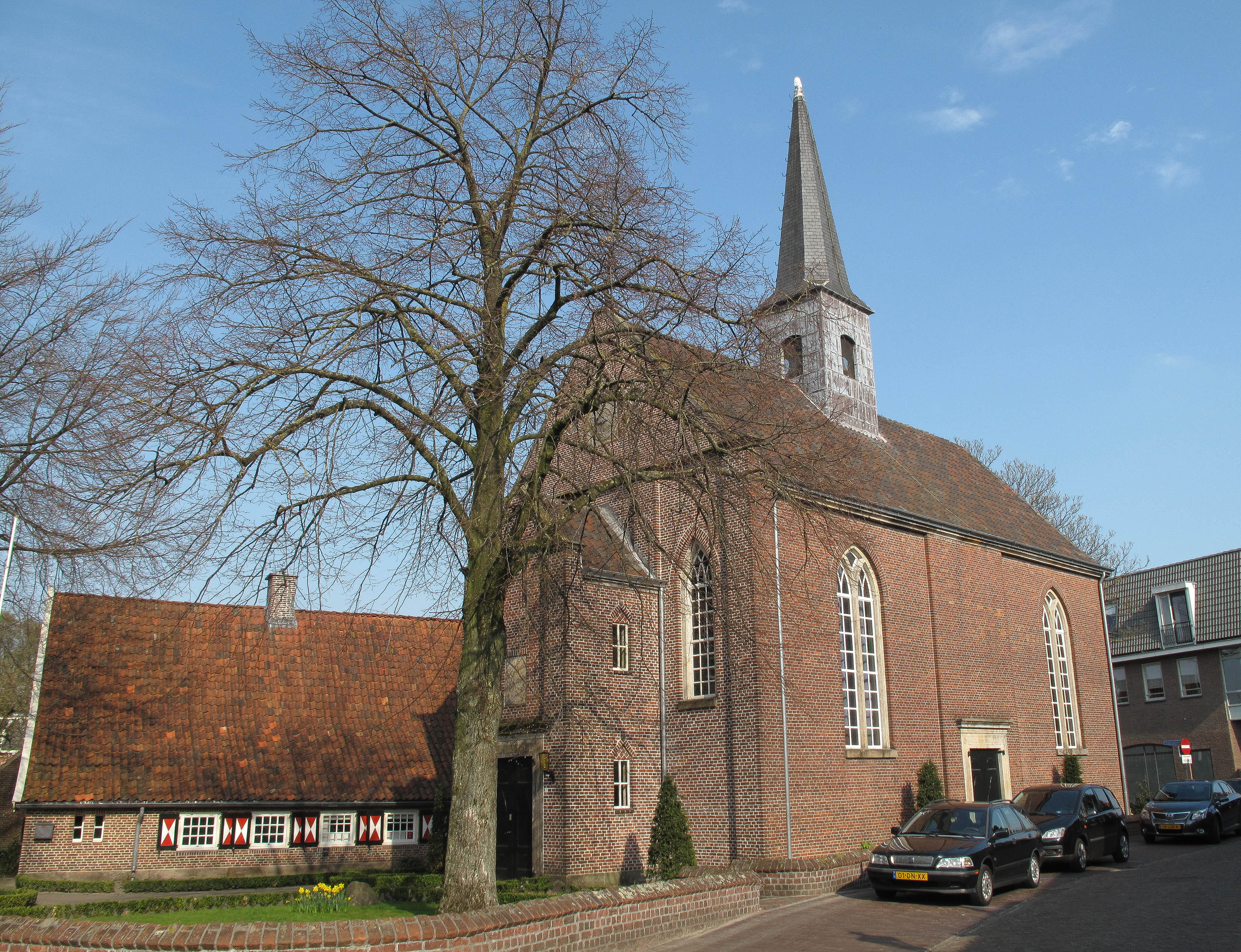
Реформистська церква
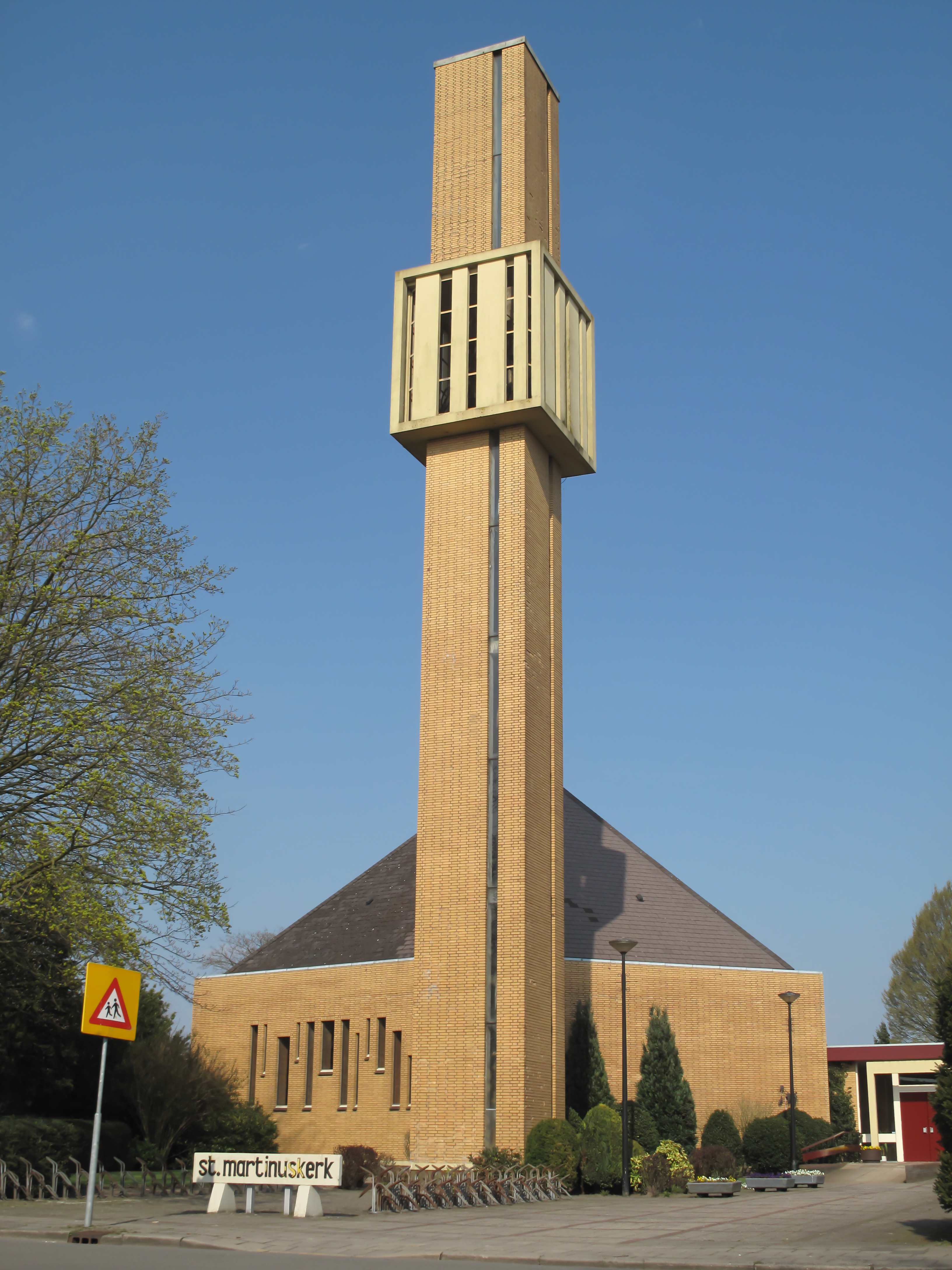
Церква св. Мартінуса
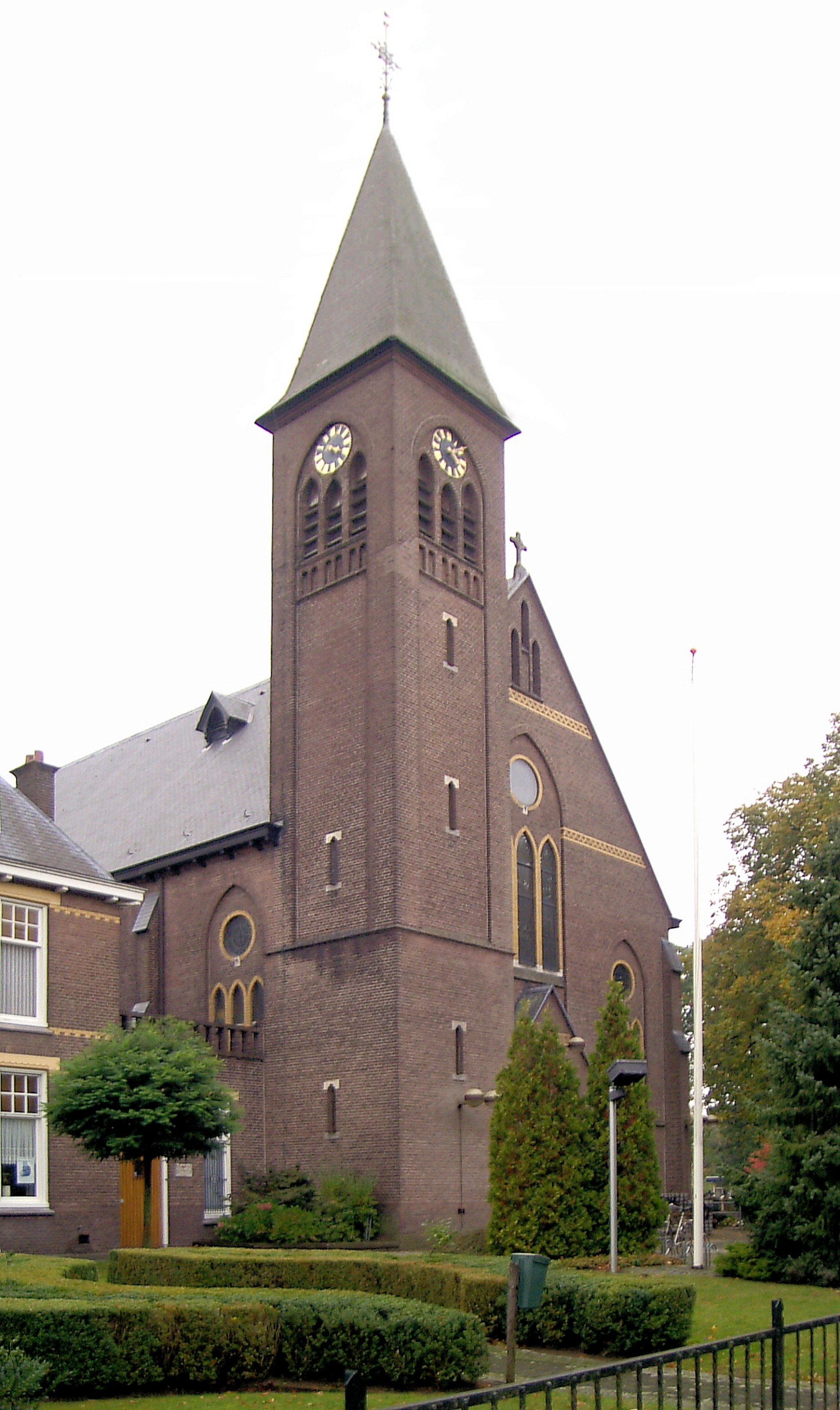
Церква у Овердінкелі